# Oostenrijkse school van auto-ontwerpers
De Oostenrijkse school van auto-ontwerpers bestond uit een groep invloedrijke auto-ontwerpers uit het voormalig Oostenrijk-Hongarije, waartoe bijvoorbeeld ook het huidige Tsjechië behoorde.

## Bekende namen
- Béla Barényi
- Paul Jaray
- Erwin Komenda
- Hans Ledwinka
- Ferdinand Porsche
- Ferry Porsche
- Franz Reimspiess
- Edmund Rumpler

## Kenmerken van hun ontwerpen
- een chassis bestaat doorgaans uit een centrale buis met dwarsliggers
- er worden pendelassen toegepast (grote bodemvrijheid)
- de motor wordt achterin geplaatst (veel tractie)
- de motor is (doorgaans) luchtgekoeld (kan niet bevriezen)
- een aerodynamische carrosserie (minder verbruik)
- er worden doorgaans torsieveerelementen toegepast

## Bekende ontwerpen
- Haflinger
- KdF-Wagen  / Volkswagen Kever
- Pinzgauer
- Rumpler-Tropfenwagen
- Tatra 97
- Volkswagen Kübelwagen
- Volkswagen Schwimmwagen